# Die fünf Doktoren
Die fünf Doktoren (engl. Originaltitel The Five Doctors) ist der 129. Handlungsstrang und die 602. Episode der britischen Science-Fiction-Serie Doctor Who. Es handelt sich um das Special zum 20-jährigen Bestehen der Serie. Die Erstausstrahlung fand am 25. November 1983 auf BBC One statt. Neben den zum Produktionszeitpunkt aktuellen Hauptdarstellern Peter Davison, Mark Strickson und Janet Fielding kehren zudem die früheren Hauptdarsteller Jon Pertwee, Patrick Troughton, Elisabeth Sladen und Carole Ann Ford zurück.

## Handlung
Der fünfte Doktor und seine Begleiter Vislor Turlough und Tegan Jovanka genießen die Ruhe auf einem Planeten namens Auge des Orion. Dort erleidet der Doktor mehrere Schwächeanfälle. Diese erklären sich durch das Extrahieren seiner früheren Inkarnationen aus deren jeweiligen Zeitlinien.
Der erste Doktor spaziert durch einen Park, als sich ihm plötzlich aus dem Himmel ein Objekt nähert, das ihn aus seiner Zeit reißt. Im UNIT-Hauptquartier will der inzwischen pensionierte Brigadier Lethbridge-Stewart eine Rede halten, als der zweite Doktor eintrifft und ihn freudig begrüßt. Die beiden machen einen kurzen Spaziergang und schwelgen in Erinnerungen, als sich auch ihnen das unbekannte Objekt nähert und sie aus der Zeit gerissen werden. Der dritte Doktor versucht in seinem Auto dem ihm folgenden Objekt zu entkommen, was ihm jedoch nicht gelingt. Der vierte Doktor und Romana genießen eine entspannte Bootsfahrt, als auch sie von dem Objekt mitgerissen werden, doch irgendetwas scheint nicht so zu funktionieren, wie bei den anderen Entführungsopfern. Während diese als kleine Spielfiguren auf dem Heimatplaneten des Doktors Gallifrey materialisierten, geschieht dies mit dem vierten Doktor und seiner Begleiterin nicht.
Neben den früheren Inkarnationen des Doktors, werden auch seine Enkelin Susan Foreman, sowie seine frühere Begleiterin Sarah Jane Smith aus ihren Zeitlinien entführt.
Der fünfte Doktor bricht in der TARDIS endgültig zusammen. Vislor und Tegan sind ratlos und merken, dass die TARDIS irgendwo gelandet ist, jedoch keinerlei Angaben macht, wo und wann. Auch ist sie durch ein Kraftfeld gebunden, ohne sich lösen zu können.
Derweil empfangen die Obersten des Hohen Rates von Gallifrey – Präsident Borusa, Kanzlerin Flavia und der Kastellan – den Master. Trotz seiner Vergangenheit bieten sie ihm einen neuen Regenerationszyklus an, wenn er dem Doktor das Leben rettet. Offenbar weiß der Hohe Rat von den Entführungen. Sie unterrichten den Master darüber, dass die Todeszone, im Zentrum des Planeten gelegen, wieder aktiviert wurde und nun Energie aus dem Auge der Harmonie abzieht, was die Sicherheit Gallifreys gefährdet. Bisher gelang es noch keinem Time Lord aus der Todeszone zurückzukehren. Als man den Doktor beauftragen wollte, musste man feststellen, dass er in keiner seiner bisherigen Inkarnationen mehr existiert. Sie vermuten, dass er sich in der Todeszone befindet, da dort mehrere Zeitstränge zusammenlaufen.
Der erste Doktor irrt durch ein Labyrinth von Gängen und trifft dabei auf seine Enkelin Susan. Da taucht plötzlich ein Dalek auf, was die beiden vermuten lässt, sie würden sich auf Skaro befinden. Sie fliehen, bis sie in eine Sackgasse geraten. Es gelingt ihnen, den Dalek in eine Ecke zu locken, in der er von seinen eigenen Schüssen außer Gefecht gesetzt wird. Dabei wird auch eine der Wände zerstört und der Doktor und Susan erblicken den Turm der Dunkelheit, im Zentrum der Todeszone von Gallifrey. Sie sind sich sicher, dort Antworten zu erhalten und machen sich auf den Weg.
Der zweite Doktor und der Brigadier wandern durch die karge, felsige Landschaft der Todeszone. Plötzlich sehen sie sich mit einigen Cybermen konfrontiert. Vorerst gelingt ihnen die Flucht. Kurz darauf ist in der Ferne der Turm der Dunkelheit zu erkennen, was die Ahnungen des zweiten Doktors bestätigt. Er berichtet dem Brigadier von Rassilon, dem mächtigsten und grausamsten aller Time Lords, dessen Grab sich in dem Turm befindet.
Derweil treffen sich der dritte Doktor und Sarah Jane im rauen Gelände der Todeszone und begeben sich ebenfalls zum Turm.
In der TARDIS kommt der fünfte Doktor wieder zu sich. Derweil entdecken der erste Doktor und Susan die TARDIS. Das Wiedersehen ist für alle sehr verwirrend, doch sie schöpfen Hoffnung. Der erste Doktor will ein Signal aussenden, um die anderen Inkarnationen zu rufen und auf sie warten. Der fünfte Doktor will jedoch zum Turm der Dunkelheit, um zu verhindern, dass jemand die Macht des großen Rassilon heraufbeschwört und missbraucht.
Der Master erhält derweil das Siegel des Hohen Rates, um den Doktor von seinen guten Absichten zu überzeugen. Er erhält außerdem ein Gerät, das dem Hohen Rat die Möglichkeit gibt, ihn wieder aus der Todeszone zu holen. Der Master wird mittels eines atomgespeisten Transformators in die Todeszone transmaterialisiert und trifft kurz darauf auf den dritten Doktor und Sarah Jane. Der Doktor misstraut seinem Erzfeind, da werden sie mit Strahlenwaffen beschossen. Der Master flieht, das Auto des Doktors wird getroffen und ist nicht mehr funktionstüchtig, woraufhin der Doktor und Sarah Jane zu Fuß weiter gehen müssen. Doch schon bald bemerken auch sie einige Cybermen.
In der TARDIS einigt man sich darauf, dass der fünfte Doktor mit Susan und Tegan versucht, in den Turm zu gelangen, während der Erste Doktor weiterhin das Signal aussendet, um die anderen Doktoren zu finden. Wenn sie alle entdeckt werden, soll die TARDIS im Turm der Dunkelheit materialisieren.
Auf ihrem Weg zum Turm begegnen der Doktor, Tegan und Susan dem Master, der versucht, den fünften Doktor von seinen guten Absichten zu überzeugen. Beobachtet werden sie dabei von einem Cyberman, der seine Gruppe sofort informiert. Man will den Zeitwanderer gefangen nehmen. Tegan und Susan fliehen zur TARDIS, während der Doktor und der Master zusammen bleiben. Der Master wird getroffen, der Doktor nimmt das Signalgerät an sich, aktiviert es und materialisiert in der Halle des Hohen Rates. Dort spekuliert der Doktor, dass der verbotene Zeit-Expander benutzt wurde, um die verschiedenen Inkarnationen sowie die Cybermen und die Dalek nach Gallifrey zu bringen, was bedeuten würde, dass ein hochgestellter Time Lord dahinter stecken muss. In dem Signalgerät entdeckt der Doktor einen Peilsender, der den Cybermen die Position des Masters und damit auch die des Doktors verriet. Da der Master das Signalgerät vom Kastellan erhielt, steht dieser nun unter Generalverdacht. Präsident Borusa befiehlt die Durchsuchung seines Büros.
Tegan und Susan erstatten in der TARDIS Bericht, woraufhin sich der erste Doktor entschließt, zum Turm der Dunkelheit zu gehen. Tegan begleitet ihn. Derweil versucht der Master, die Cybermen auf seine Seite zu bringen und hetzt sie gegen die Time Lords auf. Er will sie zum Turm der Dunkelheit führen. Vislor und Susan überwachen in der TARDIS den Weg des Doktors und Tegans, als sie plötzlich Geräusche außerhalb der TARDIS hören. Auf dem Monitor sehen sie Cybermen, die nun versuchen, die TARDIS zu öffnen.
Der zweite Doktor und der Brigadier sind unterdessen im felsigen Labyrinth unterhalb des Turmes der Dunkelheit und suchen den Zugang ins Innere des Turmes. Dort werden sie mit einem ihnen wohlbekannten Yeti-Roboter konfrontiert. Sie können ihn verscheuchen und betreten den Turm durch den unterirdischen Höhleneingang.
Der dritte Doktor und Sarah Jane müssen sich derweil mit einem Raston-Kampf-Roboter auseinandersetzen. Es gelingt ihnen, den Kampfroboter auf die Cybermen aufmerksam zu machen, woraufhin ein Kampf zwischen ihnen entbrennt. Sie nutzen die Gelegenheit und statten sich mit Bergsteigerutensilien aus, die sie in der Höhle des Kampfroboters entdecken. Sie müssen nun auf die Spitze des Turmes gelangen. In einer waghalsigen Aktion gelingt ihnen dies, und sie betreten den Turm.
Im Büro des Kastellans findet man Beweise, dass er hinter den Vorgängen in der Todeszone steckt. Präsident Borusa ordnet an, eine Gewissensprobe zu nehmen, weswegen der Kastellan in Panik ausbricht. Kurz darauf wird er vom Kommandanten der Wache erschossen, da er eine Waffe zog. Der Doktor will in die Todeszone zurückkehren, um den anderen zu helfen, doch Borusa besteht darauf, dass der Doktor den Kastellan im Hohen Rat von nun an ersetzt. Der Doktor ist jedoch noch immer misstrauisch.
Derweil sind der erste Doktor und Tegan am Haupteingang des Turmes angelangt. Sie betreten das Bauwerk und müssen ein Feld überqueren, das mit elektrischen Blitzen geladen ist. Eine Todesfalle, die kaum zu überwinden ist. Da betritt auch der Master den Turm und warnt den Doktor und Tegan vor den Cybermen. Die beiden verstecken sich und der Master schickt seine vermeintlichen Alliierten über das Todesfeld. Diese werden bis auf den Cyber-Leader zerstört. Diesen setzt der Master dann außer Gefecht und verrät dem Doktor und Tegan, wie man das Feld überquert.
Der erste und dritte Doktor, Tegan und Sarah Jane betreten das Grabmal des Rassilon, kurz darauf kommen der zweite Doktor und der Brigadier an. Die drei Doktoren entschlüsseln eine alte Inschrift, die besagt, dass derjenige, der bis hier her gekommen ist und den Ring des Rassilon an seinen Finger steckt, das ewige Leben erhält. Auf diese Information hat der Master nur gewartet. Wütend darüber, dass keiner der Doktoren sich von ihm helfen ließ, will er nun die Unsterblichkeit erlangen, zuvor die Doktoren jedoch töten. Der Brigadier verhindert dies mit einem kräftigen Schlag, der den Master außer Gefecht setzt.
Inzwischen haben die Cybermen eine Bombe an der TARDIS befestigt, um sie zu sprengen. Susan und Turlough schließen mit ihren Leben ab, doch kurz vor der Explosion dematerialisiert die TARDIS jedoch, da die Doktoren im Turm das Kraftfeld deaktivierten. Das Schiff materialisiert im Innern des Grabmals.
Als der fünfte Doktor den Präsidenten sprechen will, ist dieser verschwunden. Da der Transformator nicht benutzt wurde, vermutet der Doktor eine Geheimtür. Schnell kommt er hinter das Geheimnis eines Gemäldes, auf dem der legendäre Rassilon nach einem Notenblatt Harfe spielt. Der Doktor spielt die Noten und tatsächlich öffnet sich eine Tür. Er betritt einen Kontrollraum, von dem aus offensichtlich der Zeit-Expander bedient wurde. An der Konsole steht Borusa. Er berichtet dem Doktor von seinen Plänen, ewig Präsident der Time Lords zu bleiben, mit Hilfe von Rassilons Ring. Er ist fest davon überzeugt, dass Rassilon noch immer lebt und dieses Ziel will auch er erreichen. Mit Hilfe der Krone des Rassilon kann Borusa dem Doktor Befehle erteilen. Gemeinsam transferieren sie sich ins Innere des Grabmals. Die Doktoren erkennen, was Borusas Plan ist, doch auch sie werden von der Macht der Krone paralysiert. Die vier vereinen ihre mentalen Kräfte und können sich so gegen die Krone wehren. Plötzlich ertönt die Stimme Rassilons und über seinem Grab erscheint ein Abbild des Herrschers. Er fordert Borusa auf, den Ring anzustecken, um ewig an seiner Seite zu sein. Borusa folgt Rassilons Empfehlung. Als er den Ring angesteckt hat, verspürt er einen großen Schmerz. Der Ring verschwindet, Borusa löst sich auf und erscheint als Zierde des Grabmals und versteinert. Er bietet auch den Doktoren an, ewig bei ihm zu bleiben, doch sie lehnen dankend ab. Sie bitten darum, zurück in ihre jeweiligen Zeiten zu können, was ihnen Rassilon gewährt. Nach und nach betreten die Doktoren mit ihren Begleitern die TARDIS, von wo aus sie in ihre jeweiligen Zeiten mittels des Zeit-Expanders geschickt werden.
Nur noch der fünfte Doktor, Tegan und Turlough sind anwesend, als Kanzlerin Flavia in der Grabkammer transmaterialisiert. Sie eröffnet dem Doktor, dass er der rechtmäßige Nachfolger des Lord Präsidenten ist. Doch er verlässt gemeinsam mit seinen Begleitern in der TARDIS Gallifrey und plant, nicht allzu schnell zurückzukehren.

## Entstehung & Veröffentlichung
| Figur                        | Darsteller        | Deutscher Sprecher   |
| ---------------------------- | ----------------- | -------------------- |
| Der Doktor                   | Peter Davison     | Michael Schwarzmaier |
| Der Doktor                   | Jon Pertwee       | Michael Schwarzmaier |
| Der Doktor                   | Patrick Troughton | Michael Schwarzmaier |
| Der Doktor                   | Richard Hurndall  | Michael Schwarzmaier |
| Der Doktor                   | Tom Baker         | Michael Schwarzmaier |
| Der Doktor                   | William Hartnell  | Michael Schwarzmaier |
| Tegan Jovanka                | Janet Fielding    | Alexandra Ludwig     |
| Turlough                     | Mark Strickson    | Erhard Hartmann      |
| Sarah Jane Smith             | Elisabeth Sladen  | Uschi Wolff          |
| Susan Foreman                | Carole Ann Ford   | Marion Hartmann      |
| Brigadier Lethbridge-Stewart | Nicholas Courtney | Klaus Kindler        |
| Der Meister                  | Anthony Ainley    | Reinhard Glemnitz    |
| Borusa                       | Philip Latham     | Herbert Weicker      |
| Kanzlerin Flavia             | Dinah Sheridan    | Eva Pflug            |
| Castellan                    | Paul Jerricho     | Arnim André-Rohleder |
| Kyber Führer                 | David Banks       | Hendrik Wiethase     |
| Kyber Leutnant               | Mark Hardy        | Alexander Allerson   |
| Rassilon                     | Richard Matthews  | Manfred Erdmann      |
| Jamie McCrimmon              | Frazer Hines      | Gerhard Acktun       |
| K-9                          | John Leeson       | Hendrik Wiethase     |
| Dalek                        | Roy Skelton       | Peter Musäus         |
| Kommandant                   | Stuart Blake      | Christoph Lindert    |
| Techniker                    | Stephen Meredith  | Andreas Neumann      |
| Wache                        | John Tallents     | Hendrik Wiethase     |
| Kyber Krieger                | William Kenton    | Christoph Lindert    |

Bei Die fünf Doktoren handelt es sich um die zweite Multi-Doktor-Geschichte der Doctor-Who-Historie. Entgegen der sonst üblichen Handhabung in der klassischen Serie wurde diese Geschichte nicht auf mehrere Episoden aufgeteilt, sondern als eine Folge, mit einer Länge von 90 Minuten, produziert. Da Tom Baker, der Darsteller des vierten Doktors, verweigerte sich am Special zu beteiligen, wurden Archivaufnahmen des unvollendeten Serials Shada verwendet, um dennoch alle bisherigen Doktoren in der Folge zu haben. Dem zu trotz beteiligte sich Baker an Promoauftritten zum 20. Jubiläum. Der erste Doktor wurde durch das Ableben des ursprünglichen Darstellers William Hartnell von Richard Hurndall dargestellt.
Das Special wurde zugunsten des 20-jährigen Jubiläums der Serie am 25. November 1983 in England ausgestrahlt und eine Romanfassung, geschrieben von Terrence Dicks, wurde zur selben Zeit veröffentlicht. Auf VHS und Betamax wurde das Special zum ersten Mal im September 1985 veröffentlicht, jedoch mit der leicht gekürzten Fassung, welche 1983 auch in Amerika ausgestrahlt wurde. In den 90ern folgte eine Neuauflage mit der ungeschnittenen Fassung auf Video und in Amerika auf Laserdisk. Am 1. November 1999 folgte die erste DVD und enthielt eine Special Edition der Jubiläumsfolge mit neuen Szenen und überarbeiteten Special Effects; dieselbe Fassung wurde 2008 mit neuem Bonusmaterial erneut auf DVD veröffentlicht.
In Deutschland wurde das Special zum ersten und einzigen Mal vom 2. bis 6. Februar 1995 auf dem Privatsender VOX ausgestrahlt. Dabei wurde es in 3 Einzelfolgen aufgeteilt und einige Szenen entfernt. Die Synchronisation übernahm H.W. Film in München unter der Regie von Hendrik Wiethase, welcher auch das Dialogbuch verfasste. Die ungeschnittene Fassung, die Special Edition und die gekürzte deutsche TV-Fassung wurden am 28. August 2015 in Deutschland auf DVD veröffentlicht, wobei die damals entfernten Szenen nur auf Englisch mit deutschen Untertiteln in den längeren Fassungen vorhanden sind.